# دولينسك
دولينسك (بالروسية: Долинск) هي إحدى مدن روسيا في الكيان الفدرالي الروسي ساخالين أوبلاست.

## المناخ
يظهر الجدول التالي التغييرات المناخية على مدار السنة لدولينسك:
| البيانات المناخية لـدولينسك       | البيانات المناخية لـدولينسك | البيانات المناخية لـدولينسك | البيانات المناخية لـدولينسك | البيانات المناخية لـدولينسك | البيانات المناخية لـدولينسك | البيانات المناخية لـدولينسك | البيانات المناخية لـدولينسك | البيانات المناخية لـدولينسك | البيانات المناخية لـدولينسك | البيانات المناخية لـدولينسك | البيانات المناخية لـدولينسك | البيانات المناخية لـدولينسك | البيانات المناخية لـدولينسك |
| الشهر                             | يناير                       | فبراير                      | مارس                        | أبريل                       | مايو                        | يونيو                       | يوليو                       | أغسطس                       | سبتمبر                      | أكتوبر                      | نوفمبر                      | ديسمبر                      | المعدل السنوي               |
| --------------------------------- | --------------------------- | --------------------------- | --------------------------- | --------------------------- | --------------------------- | --------------------------- | --------------------------- | --------------------------- | --------------------------- | --------------------------- | --------------------------- | --------------------------- | --------------------------- |
| الدرجة القصوى °م (°ف)             | 8.9 (48.0)                  | 7.2 (45.0)                  | 13.9 (57.0)                 | 21.1 (70.0)                 | 30.0 (86.0)                 | 31.1 (88.0)                 | 35.0 (95.0)                 | 33.9 (93.0)                 | 31.1 (88.0)                 | 26.1 (79.0)                 | 17.8 (64.0)                 | 7.2 (45.0)                  | 35.0 (95.0)                 |
| متوسط درجة الحرارة الكبرى °م (°ف) | −8.5 (16.7)                 | −7.2 (19.0)                 | −2.0 (28.4)                 | 5.7 (42.3)                  | 12.7 (54.9)                 | 16.8 (62.2)                 | 20.4 (68.7)                 | 21.6 (70.9)                 | 18.3 (64.9)                 | 11.5 (52.7)                 | 2.1 (35.8)                  | −4.9 (23.2)                 | 7.2 (45.0)                  |
| المتوسط اليومي °م (°ف)            | −13.2 (8.2)                 | −12.3 (9.9)                 | −6.5 (20.3)                 | 1.4 (34.5)                  | 7.1 (44.8)                  | 11.2 (52.2)                 | 15.3 (59.5)                 | 16.8 (62.2)                 | 12.9 (55.2)                 | 6.3 (43.3)                  | −2.2 (28.0)                 | −9.3 (15.3)                 | 2.2 (36.0)                  |
| متوسط درجة الحرارة الصغرى °م (°ف) | −17.7 (0.1)                 | −17.4 (0.7)                 | −11.3 (11.7)                | −2.5 (27.5)                 | 2.7 (36.9)                  | 7.0 (44.6)                  | 11.5 (52.7)                 | 13.0 (55.4)                 | 8.4 (47.1)                  | 1.9 (35.4)                  | −6.2 (20.8)                 | −13.7 (7.3)                 | −2.1 (28.2)                 |
| أدنى درجة حرارة °م (°ف)           | −38.9 (−38.0)               | −32.8 (−27.0)               | −32.2 (−26.0)               | −22.2 (−8.0)                | −7.2 (19.0)                 | −2.2 (28.0)                 | 1.1 (34.0)                  | 2.0 (35.6)                  | −5.0 (23.0)                 | −11.1 (12.0)                | −24.6 (−12.3)               | −31.1 (−24.0)               | −38.9 (−38.0)               |
| الهطول مم (إنش)                   | 72.5 (2.85)                 | 76.6 (3.02)                 | 77.4 (3.05)                 | 59.5 (2.34)                 | 82.4 (3.24)                 | 88.7 (3.49)                 | 105.7 (4.16)                | 113.6 (4.47)                | 135.0 (5.31)                | 107.0 (4.21)                | 86.0 (3.39)                 | 102.0 (4.02)                | 1٬106٫4 (43.55)             |
| متوسط أيام هطول الأمطار           | 13                          | 10                          | 12                          | 9                           | 9                           | 9                           | 11                          | 11                          | 11                          | 11                          | 11                          | 15                          | 132                         |
| متوسط الرطوبة النسبية (%)         | 77                          | 76                          | 78                          | 72                          | 75                          | 82                          | 86                          | 87                          | 82                          | 78                          | 75                          | 78                          | 79                          |
| المصدر: Weatherbase               |                             |                             |                             |                             |                             |                             |                             |                             |                             |                             |                             |                             |                             |